# Alexander Fraser Tytler
Alexander Fraser Tytler, lord Woodhouselee (15. října 1747 – 5. ledna 1813) byl skotský právník, spisovatel a historik.
Několik let byl profesorem všeobecné historie a řeckého a římského starověku na univerzitě v Edinburghu. Byl rovněž členem senátu právnické akademie a George Commissioner of Justiciary (soudní dozor) ve Skotsku.

## Překlady
Napsal pojednání důležité z pohledu teorie překladu, Essay on the Principles of Translation (London, 1790). Uváděl v něm, že překlad by měl plně reprezentovat:
1. myšlenky,
2. styl originálu, a měl by
3. udržet lehkost kompozice originálu.

## Citace o demokracii
Ve svých textech (originál např. http://books.google.com/books?vid=OCLC02547184) představuje cynický pohled na demokracii obecně, a na zastupitelské demokracie představované republikami speciálně. Věřil, že "čistá demokracie je chiméra,"a že "všechny vlády jsou v zásadě svou povahou monarchie." V diskusi aténské demokracie poté, co uvedl, že velký počet obyvatel byl vlastně zotročen, pokračoval: "Ani nadřazené třídy ve skutečnosti nepožívaly radost z rozumné svobody a nezávislosti. Oni byli trvale rozděleni do frakcí, které se podlézavě zařadily pod štíty napadajících se demagogů; a tito udržovali svůj vliv nad svými přívrženci prostřednictvím té nejhanebnější korupce a úplatkářství, čerpajících z prostředků získaných pouze z drancování veřejných peněz.“
Na téma míry svobody, které požívali lidé v republice a demokracii, napsal: "Lidé si lichotili, že mají svrchovanou moc. To ale ve skutečnosti byla slova bez významu. Bylo pravdou, že volili správce (místodržící). Ale jak byly tyto volby uskutečňovány? Na každé úrovni voleb masou lidí – pod vlivem těchto správců samotných, a způsobem přímo protikladným ke svobodné a nestranné volbě, tou nejpodlejší korupcí a úplatkářstvím. Ale jakmile tito správci byli jednou vybráni, kde zůstala ta svoboda lidí, kterou se tak chlubili? Museli se podrobit jejich pravidlům a kontrole a vzdát se ve stejné míře své přirozené svobody, svobody své vůle a ovládat své jednání, jako kdyby byli pod nadvládou monarchy.“
Odmítá optimističtější vizi demokracie od autorů jako Montesquieu jako "nic lepšího, než Utopickou teorii, nádhernou chiméru, popisují stav společnosti, která nikdy nebyla a nikdy nemůže existovat; republiku ne lidí, ale andělů" protože "když člověk je puzen láskou k moci - vášní viditelnou i u kojence, a společnou dokonce i s nižšími tvory - bude usilovat o osobní převahu na úkor všech věcí obecného zájmu, nebo se přinejlepším bude zabývat prosazováním veřejného blaha jako prostředkem k získání individuální jedinečnosti a povýšení sebe sama: bude prosazovat zájmy státu z důvodu té sobecké, ale nejužitečnější žádostivosti udělat se sám důležitým v té instituci, kterou zvelebuje. Takový je skutečný obraz člověka jako politického činitele.“
Je třeba ale uvést, že přiznává, že existují individuální výjimky z pravidla, a že je připraven přijmout: "že tato forma vlády je nejvhodnější pro vytváření, ačkoli nepříliš často, ale nejvýrazněji, příkladů ctnosti jednotlivců". Paradoxně proto, že: „demokratická vláda staví více překážek pro nesobecké vlastenectví, než jakékoliv jiné formy. K jejich překonání je nezbytný takový stupeň nezbytné ctnosti, která není třeba v jiných situacích, kdy jsou překážky menší a je jich méně. Povaha republikánské vlády dává každému příslušníkovi státu rovné právo pěstovat si ambice a usilovat o nejvyšší úřady společenství, dává každému jedinci stejných nároků s jeho kolegy usilovat o vládu jako celek. "
Věřil, že demokratické formy vlády jako byly v Řecku a Římě mají přirozený vývoj od počátečních ctností k postupné korupci a úpadku. V Řecku, například, tvrdí, že "vlastenecký duch a láska k vynalézavé svobodě ... se postupně poničily, jak národ rostl v moci a nádheře." Dále zobecnil: "Vlastenectví vždy existuje v největší míře v primitivních národech a v raném období společnosti. Stejně jako všechny ostatní city a vášně, prosazuje se s největší silou tam, kde se setkává s největšími potížemi ... ale ve stavu klidu a bezpečí, když nemá svou potřebu výživy, chřadne a rozkládá se. "… "Je to zákon přírody v němž žádná zkušenost dosud nenalezla výjimku, že rostoucí velkolepost a bohatství národa musí být vyvážena poklesem jeho hrdinských ctností."

## Nepřesná citace - Tytlerův cyklus

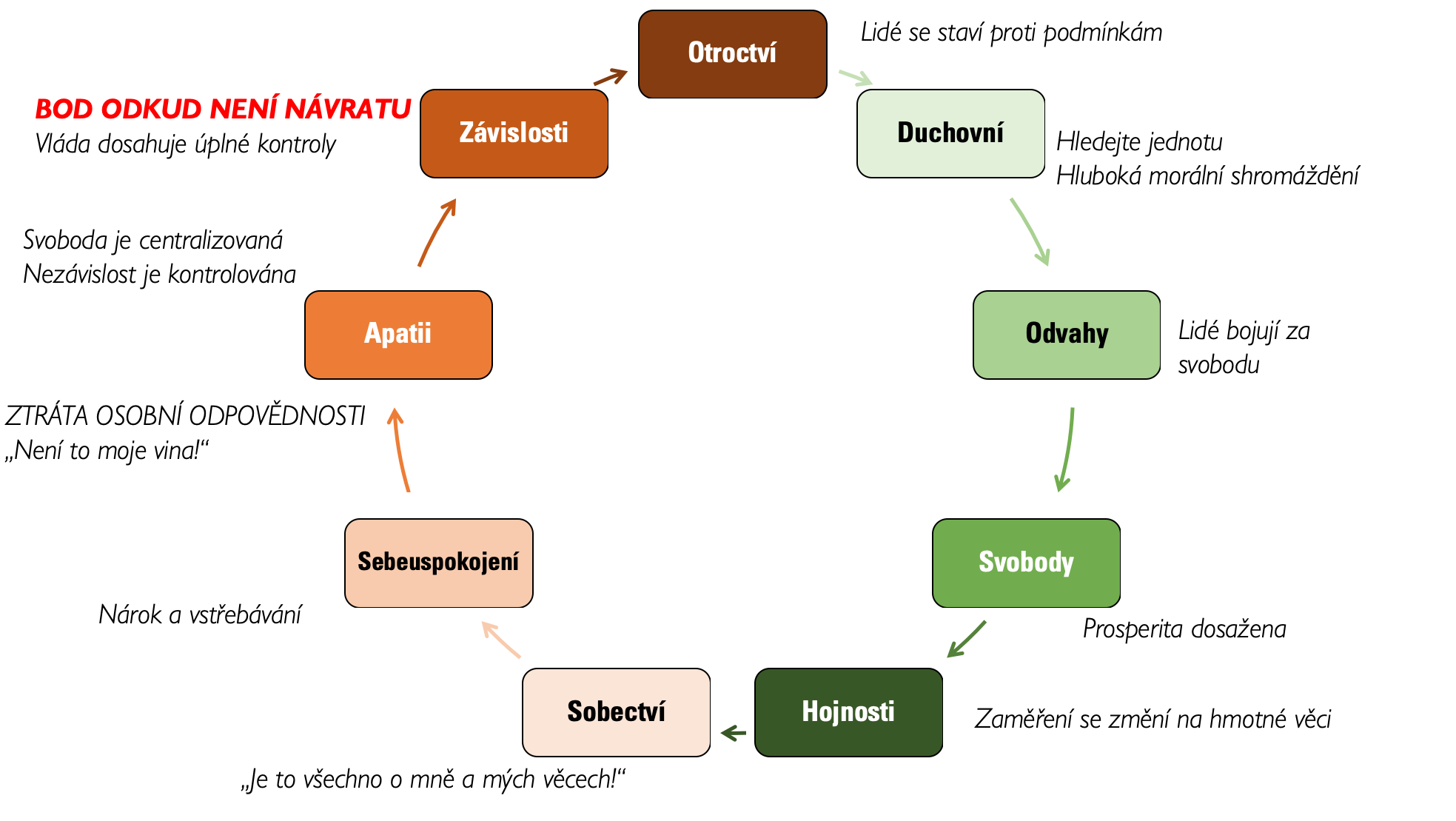
Grafické znázornění Tytlerův cyklus.

Následující neověřená citace byla přičítána právě jemu, především jako součást delšího textu, který se začal rozšiřovat na internetu krátce po roce 2000 v době prezidentských voleb v USA.
"Demokracie má vždy dočasný charakter; jednoduše nemůže existovat jako permanentní forma vlády. Demokracie může trvat pouze tak dlouho, nežli voliči zjistí, že si mohou odhlasovat velkorysé výhody na účet státní pokladny. Od této chvíle hlasuje většina vždy pro ty kandidáty, kteří jí slibují nejvíce požitků z veřejných financí, s tím výsledkem, že každá demokracie vždy zkolabuje kvůli nedostatku finanční odpovědnosti, následované vždy diktaturou.
Průměrná doba trvání velkých světových civilizací od počátku historie byla přibližně dvě století. Během této doby všechny vždy procházely těmito stádii:
1. od otroctví k duchovní víře
2. od duchovní víry k velké odvaze
3. od odvahy ke svobodě
4. od svobody k hojnosti
5. od hojnosti k sobectví
6. od sobectví k sebeuspokojení
7. od sebeuspokojení k apatii
8. od apatie k závislosti
9. od závislosti zpět k otroctví

Neexistuje žádný písemný důkaz, že autorem tohoto výroku je on sám. Sestává ze dvou citací, které se u sebe neobjevily před rokem 1970. První (italikou) se objevila prvně (v mírně odlišné podobě a s autorstvím připisovaným právě jemu) v roce 1951 a druhá se prvně objevila v roce 1943 v řeči H. W. Prentise, presidenta Armstrong Cork Company.